# 1962 na literatura

## Nascimentos
| Data           | Nome                   | Profissão               | Nacionalidade         | Observações | Ref   |
| -------------- | ---------------------- | ----------------------- | --------------------- | ----------- | ----- |
| 8 de janeiro   | Alberto Oliveira Pinto | escritor                | Portugal              |             |       |
| 14 de março    | Francisco José Viegas  | escritor e jornalista   | Portugal              |             | [ 1 ] |
| 16 de março    | Branco Mello           | cantor, ator e escritor | Brasil                |             |       |
| 22 de setembro | Diogo Briso Mainardi   | escritor e colunista    | Brasil                |             |       |
| ?              | Claudio Daniel         | escritor                | Brasil                |             |       |
| ?              | Da Chen                | escritor                | China/ Estados Unidos |             |       |

## Mortes
| Data           | Nome                                     | Profissão                                                  | Nacionalidade  | Observações                         | Ref |
| -------------- | ---------------------------------------- | ---------------------------------------------------------- | -------------- | ----------------------------------- | --- |
| 25 de maio     | Júlio Dantas                             | médico, poeta, jornalista, político diplomata e dramaturgo | Portugal       | n. 1876                             |     |
| 6 de julho     | William Faulkner                         | escritor                                                   | Estados Unidos | n. 1897                             |     |
| 9 de agosto    | Hermann Hesse                            | escritor                                                   | Alemanha       | n. 1877 Nobel de Literatura de 1946 |     |
| 3 de Setembro  | E. E. Cummings                           | poeta, pintor, ensaísta e dramaturgo                       | Estados Unidos | n. 1894                             |     |
| 7 de Setembro  | Karen Blixen, pseudónimo de Isak Dinesen | escritora                                                  | Dinamarca      | n. 1885                             |     |
| 3 de Novembro  | Ralph Hodgson                            | poeta                                                      | Inglaterra     | n. 1871                             |     |
| 12 de dezembro | Pagu                                     | escritora, jornalista e militante comunista                | Brasil         | n. 1910                             |     |

## Prémios literários
- Nobel de Literatura - John Steinbeck
- Prémio Machado de Assis - Antenor Nascentes
- Prêmio Hans Christian Andersen - Meindert DeJong